# Q-Tip

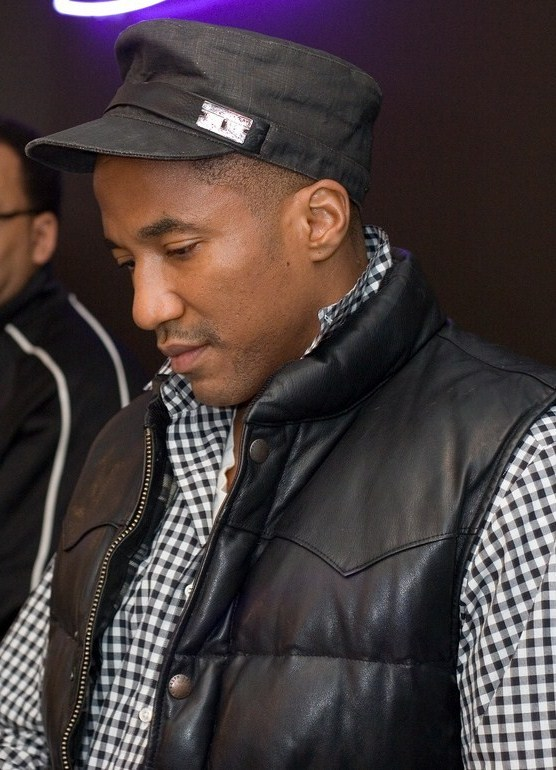
Q-Tip (2008)

Q-Tip (* 10. April 1970 in Harlem, New York; eigentlicher Name Jonathan Davis), auch bekannt unter dem Künstlernamen Abstract sowie unter dem seit seiner Konversion zum Islam geänderten Namen Kamaal Ibn John Fareed, ist Gründungsmitglied und MC der weltweit erfolgreichen Hip-Hop-Formation A Tribe Called Quest. Aktuell steht Q-Tip bei G.O.O.D. Music, dem Label des US-amerikanischen Rappers Kanye West, unter Vertrag.

## Biografie
Q-Tip gilt als sehr introvertiert und zurückhaltend. Entsprechend ist kaum etwas über sein Privatleben bekannt. Seit der Auflösung von A Tribe Called Quest 1998 arbeitet er als Solo-Künstler und Musikproduzent. Seine nasale Stimme hat einen sehr hohen Wiedererkennungswert. Q-Tip gilt als einer der ersten Rapper, die gängige Klischees des Gangsta-Rap bewusst vermieden.
Seine musikalische Karriere umfasst viele Zusammenarbeiten mit bekannten Künstlern wie Andy Summers, Beastie Boys, Black Sheep, DJ Shadow, Janet Jackson, Jungle Brothers, Mark Ronson, Prince, R.E.M., Sérgio Mendes und The Chemical Brothers. Er produzierte unter anderem Nas’ One Love und Mobb Deeps Drink Away the Pain (Situations).
Ende Februar 2007 rief Q-Tip zur Unterzeichnung einer Online-Petition auf, um sein bereits für 2002 angekündigtes Album Kamaal the Abstract unabhängig veröffentlichen zu können. Es erschien schließlich im September 2009.
Nachdem der Rapper bereits 2006 an dem Grammy-Gewinner Galvanize der Chemical Brothers in der Kategorie Dance beteiligt gewesen war, wurde sein eigenes Album The Renaissance bei den Grammy Awards 2010 in der Kategorie Bestes Rap-Album nominiert.

## Diskografie

### Studioalben
| Jahr | Titel               | Höchstplatzierung, Gesamtwochen, AuszeichnungChartsChartplatzierungen (Jahr, Titel, Platzierungen, Wochen, Auszeichnungen, Anmerkungen) | Anmerkungen                              |
| Jahr | Titel               | US | Anmerkungen                              |
| ---- | ------------------- | --- | ---------------------------------------- |
| 1999 | Amplified           | US28 Gold · (18 Wo.)US | Erstveröffentlichung: 23. November 1999  |
| 2008 | The Renaissance     | US11 (11 Wo.)US | Erstveröffentlichung: 4. November 2008   |
| 2009 | Kamaal the Abstract | US77 (1 Wo.)US | Erstveröffentlichung: 15. September 2009 |

### Mixtapes
- 2014: The Abstract and the Dragon (mit Busta Rhymes)

### Singles als Leadmusiker
| Jahr | Titel Album                                                               | Höchstplatzierung, Gesamtwochen, AuszeichnungChartplatzierungen (Jahr, Titel, Album, Platzierungen, Wochen, Auszeichnungen, Anmerkungen) | Höchstplatzierung, Gesamtwochen, AuszeichnungChartplatzierungen (Jahr, Titel, Album, Platzierungen, Wochen, Auszeichnungen, Anmerkungen) | Höchstplatzierung, Gesamtwochen, AuszeichnungChartplatzierungen (Jahr, Titel, Album, Platzierungen, Wochen, Auszeichnungen, Anmerkungen) | Höchstplatzierung, Gesamtwochen, AuszeichnungChartplatzierungen (Jahr, Titel, Album, Platzierungen, Wochen, Auszeichnungen, Anmerkungen) | Höchstplatzierung, Gesamtwochen, AuszeichnungChartplatzierungen (Jahr, Titel, Album, Platzierungen, Wochen, Auszeichnungen, Anmerkungen) | Anmerkungen                                              |
| Jahr | Titel Album                                                               | DE | AT | CH | UK | US | Anmerkungen                                              |
| ---- | ------------------------------------------------------------------------- | --- | --- | --- | --- | --- | -------------------------------------------------------- |
| 1999 | Get Involved The PJs (Soundtrack)                                         | — | — | — | UK36 (2 Wo.)UK | US67 (8 Wo.)US | Erstveröffentlichung: 23. März 1999 mit Raphael Saadiq   |
| 1999 | Vivrant Thing Amplified                                                   | — | — | — | — | US26 (20 Wo.)US | Erstveröffentlichung: 5. Oktober 1999                    |
| 2000 | Breathe and Stop Amplified                                                | — | — | — | — | US71 (5 Wo.)US | Erstveröffentlichung: 25. Januar 2000                    |
| 2013 | A Little Party Never Killed Nobody (All We Got) The Great Gatsby (O.S.T.) | DE10 Platin · (37 Wo.)DE | AT17 (26 Wo.)AT | CH48 (19 Wo.)CH | UK90 Silber · (1 Wo.)UK | US77 Platin · (2 Wo.)US | Erstveröffentlichung: 17. Mai 2013 mit Fergie & GoonRock |

Weitere Singles
- 2000: Things U Do
- 2002: What Lies Beneath
- 2005: For the Nasty (feat. Busta Rhymes)
- 2007: Work It Out
- 2008: Gettin' Up
- 2008: Move
- 2018: Don’t Go Breaking My Heart (feat. Demi Lovato)

### Singles als Gastmusiker
| Jahr | Titel Album                                               | Höchstplatzierung, Gesamtwochen, AuszeichnungChartplatzierungen (Jahr, Titel, Album, Platzierungen, Wochen, Auszeichnungen, Anmerkungen) | Höchstplatzierung, Gesamtwochen, AuszeichnungChartplatzierungen (Jahr, Titel, Album, Platzierungen, Wochen, Auszeichnungen, Anmerkungen) | Höchstplatzierung, Gesamtwochen, AuszeichnungChartplatzierungen (Jahr, Titel, Album, Platzierungen, Wochen, Auszeichnungen, Anmerkungen) | Höchstplatzierung, Gesamtwochen, AuszeichnungChartplatzierungen (Jahr, Titel, Album, Platzierungen, Wochen, Auszeichnungen, Anmerkungen) | Höchstplatzierung, Gesamtwochen, AuszeichnungChartplatzierungen (Jahr, Titel, Album, Platzierungen, Wochen, Auszeichnungen, Anmerkungen) | Anmerkungen                                                                                                  |
| Jahr | Titel Album                                               | DE | AT | CH | UK | US | Anmerkungen                                                                                                  |
| ---- | --------------------------------------------------------- | --- | --- | --- | --- | --- | --- |
| 1989 | Black Is Black Straight out the Jungle                    | — | — | — | UK72 (2 Wo.)UK | — | Erstveröffentlichung: Jungle Brothers feat.Q-Tip                                                             |
| 1990 | Groove Is in the Heart World Clique                       | DE17 (20 Wo.)DE | AT25 (3 Wo.)AT | CH13 (11 Wo.)CH | UK2 Platin · (15 Wo.)UK | US4 Gold · (23 Wo.)US | Erstveröffentlichung: Juli 1990 Deee-Lite feat. Q-Tip                                                        |
| 1991 | A Roller Skating Jam Named "Saturdays" De La Soul Is Dead | DE37 (9 Wo.)DE | — | CH17 (5 Wo.)CH | UK22 (5 Wo.)UK | — | Erstveröffentlichung: Juli 1991 De La Soul feat. Q-Tip                                                       |
| 1997 | Got ’Til It’s Gone The Velvet Rope                        | DE17 (11 Wo.)DE | AT21 (9 Wo.)AT | CH11 (17 Wo.)CH | UK6 Silber · (11 Wo.)UK | — | Erstveröffentlichung: 15. September 1997 Janet Jackson feat. Joni Mitchell & Q-Tip                           |
| 1999 | Hot Boyz Da Real World                                    | DE52 (7 Wo.)DE | — | — | UK18 (3 Wo.)UK | US5 Platin · (21 Wo.)US | Erstveröffentlichung: 9. November 1999 Missy Elliott feat. Lil’ Mo, Nas, Eve und Q-Tip Verkäufe: + 1.000.000 |
| 2005 | Galvanize Push the Button                                 | DE8 (26 Wo.)DE | AT14 (33 Wo.)AT | CH34 (23 Wo.)CH | UK3 Platin · (21 Wo.)UK | US— GoldUS | Erstveröffentlichung: 17. Januar 2005 The Chemical Brothers feat. Q-Tip                                      |
| 2010 | Bang Bang Bang Record Collection                          | DE43 (4 Wo.)DE | AT75 (1 Wo.)AT | CH65 (2 Wo.)CH | UK6 Silber · (15 Wo.)UK | — | Erstveröffentlichung: 9. Juli 2010 Mark Ronson feat. Q-Tip & MNDR                                            |
| 2013 | Thank You –                                               | — | — | — | UK13 Silber · (13 Wo.)UK | — | Erstveröffentlichung: 7. November 2013 Busta Rhymes feat. Q-Tip & Kanye West Verkäufe: + 200.000             |
| 2015 | Go Born in the Echoes                                     | — | AT56 (2 Wo.)AT | CH73 (1 Wo.)CH | UK46 Silber · (9 Wo.)UK | — | Erstveröffentlichung: 5. Mai 2015 The Chemical Brothers feat. Q-Tip                                          |

### Weitere Gastbeiträge
- 1989: Buddy (De La Soul)
- 1994: Get It Together (Beastie Boys)
- 1999: The Greatest Romance Ever Sold (The Neptunes Extended Remix) (Prince)
- 2003: Tomorrow (Mark Ronson)
- 2009: Chocolate Box (Prince)
- 2015: Now or Never (Flamingosis & マクロス Macross 82-99)
- 2019: Hit Man (Gang Starr)

## Filmografie
- 1993: Poetic Justice
- 1999: Love Goggles
- 2000: Eine Liebe in Brooklyn (Disappearing Acts)
- 2001: Prison Song
- 2003: Death of a Dynasty
- 2004: She Hate Me